# 1700 (elektrische locomotief)

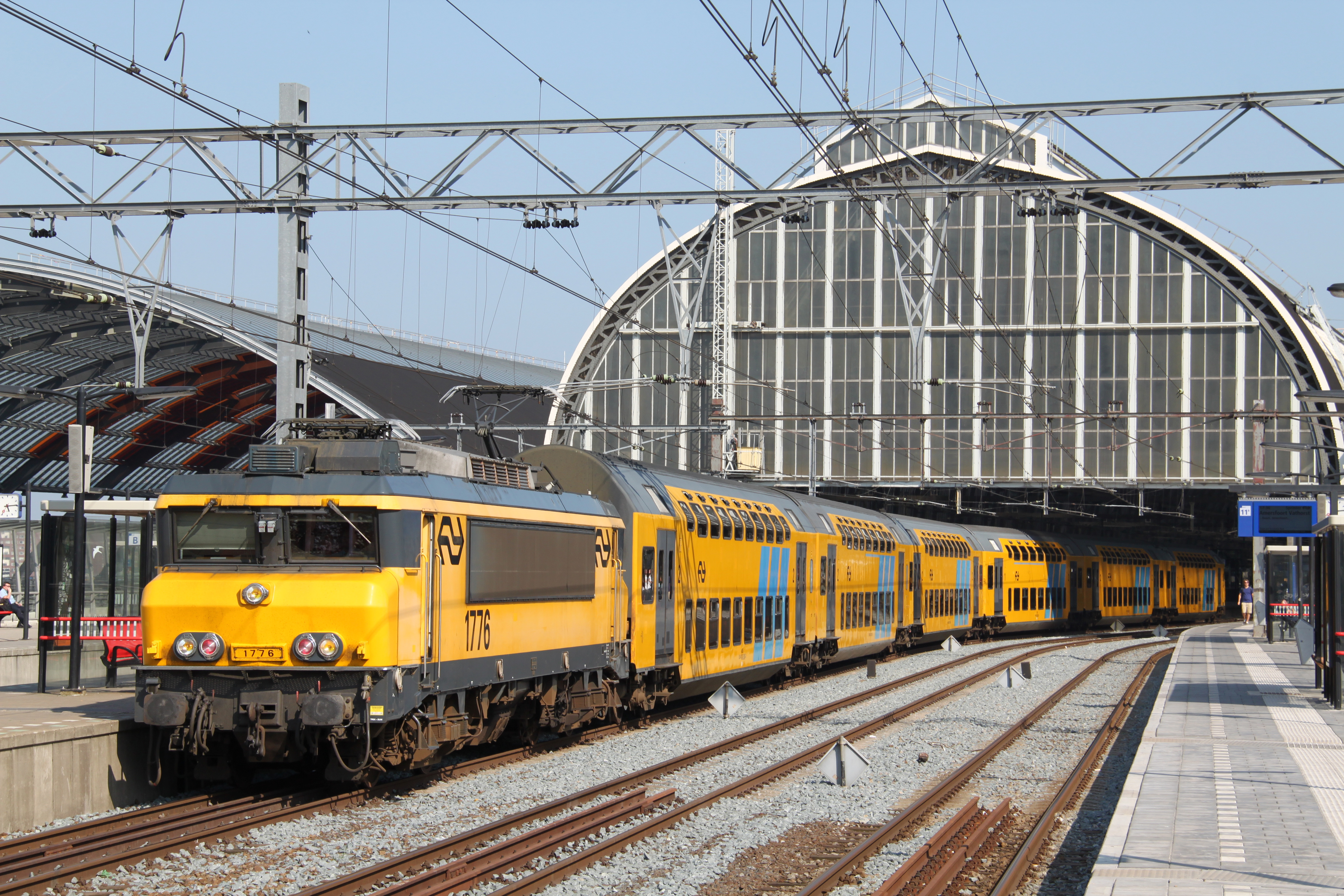
Locomotief 1776 met DDM-rijtuigen te Amsterdam Centraal, voor vertrek naar Enkhuizen, 2012

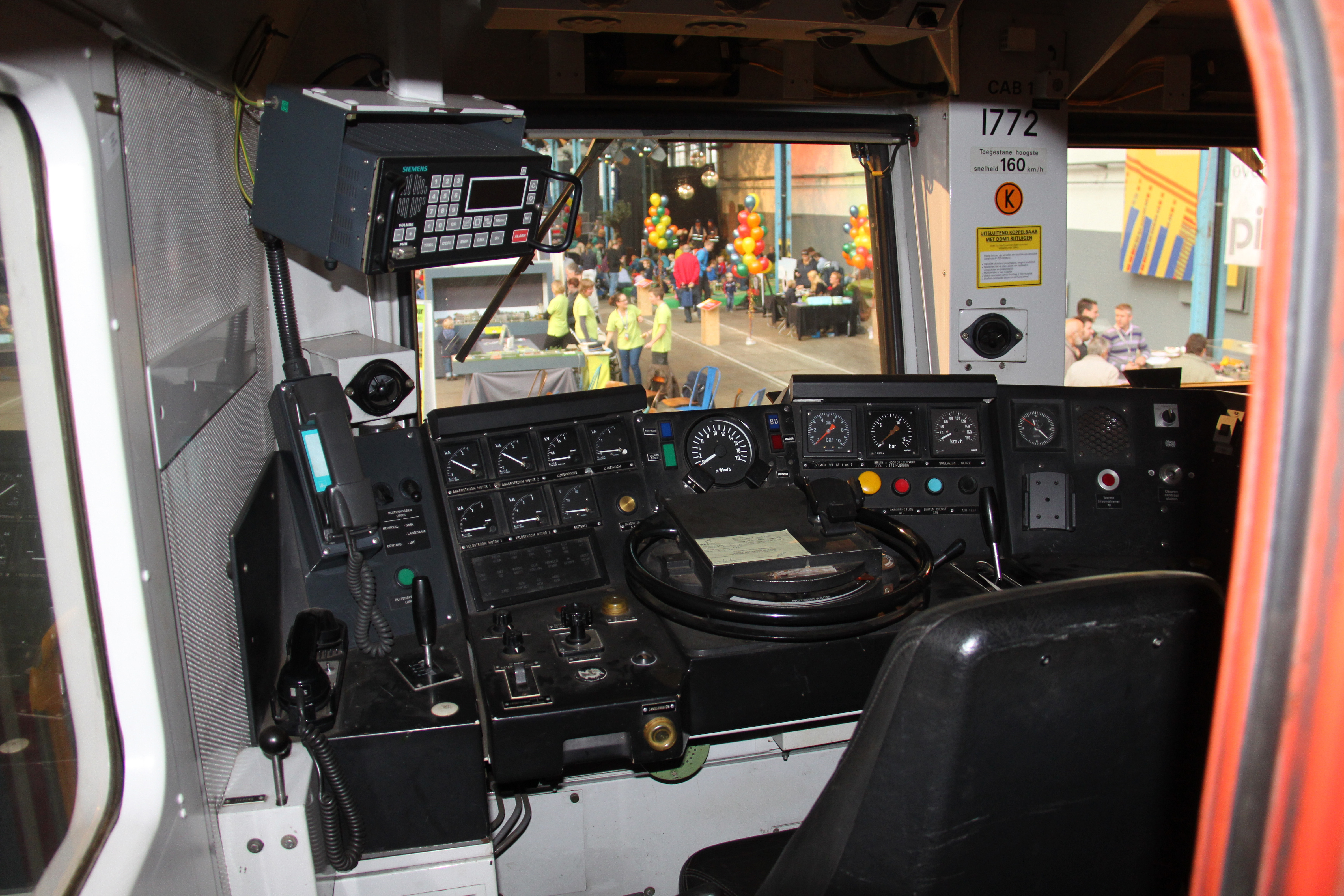
Cabine van een 1700-loc

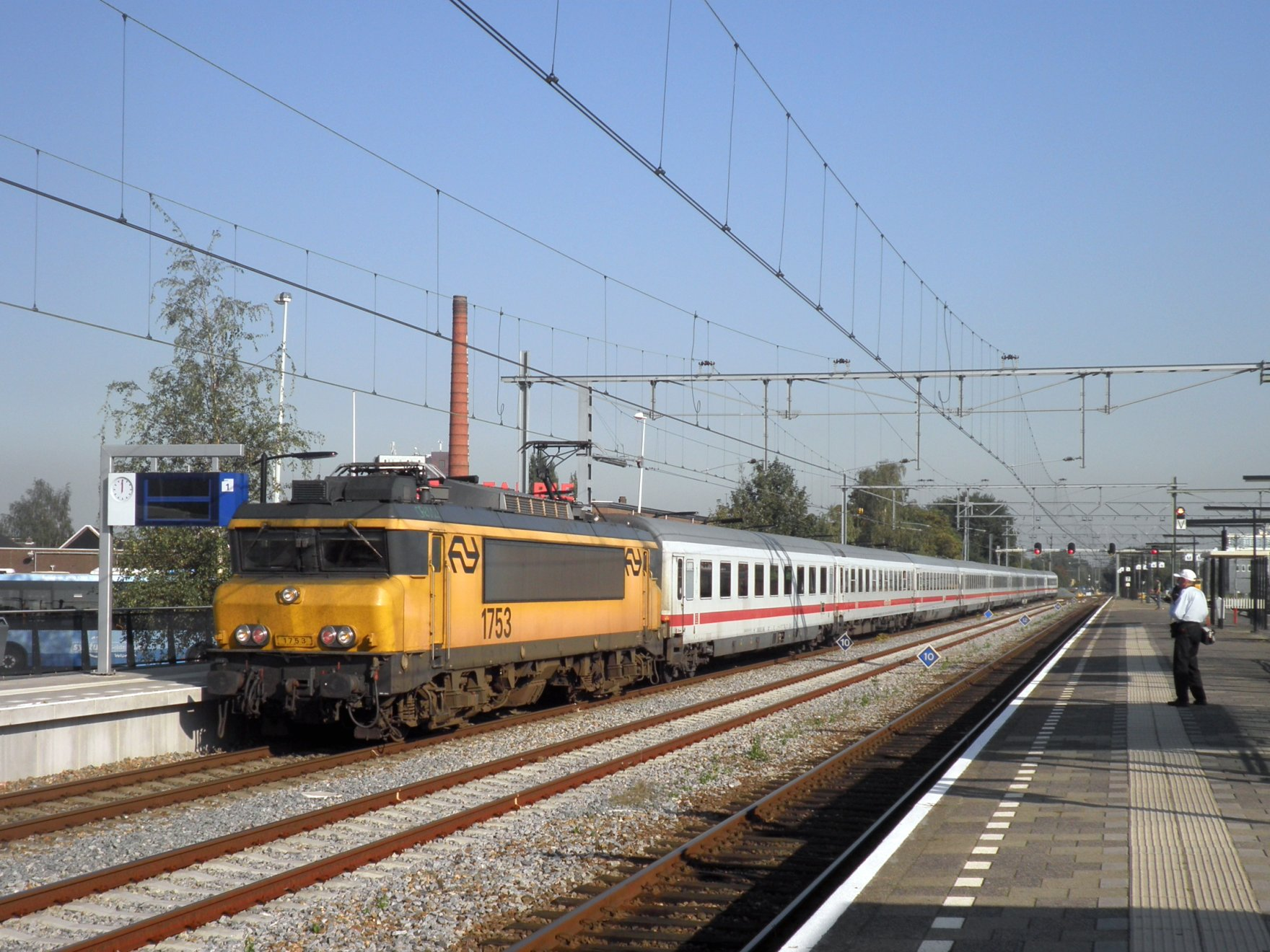
Loc NS 1753 met trein van Berlijn naar Hoofddorp te Apeldoorn, 2011

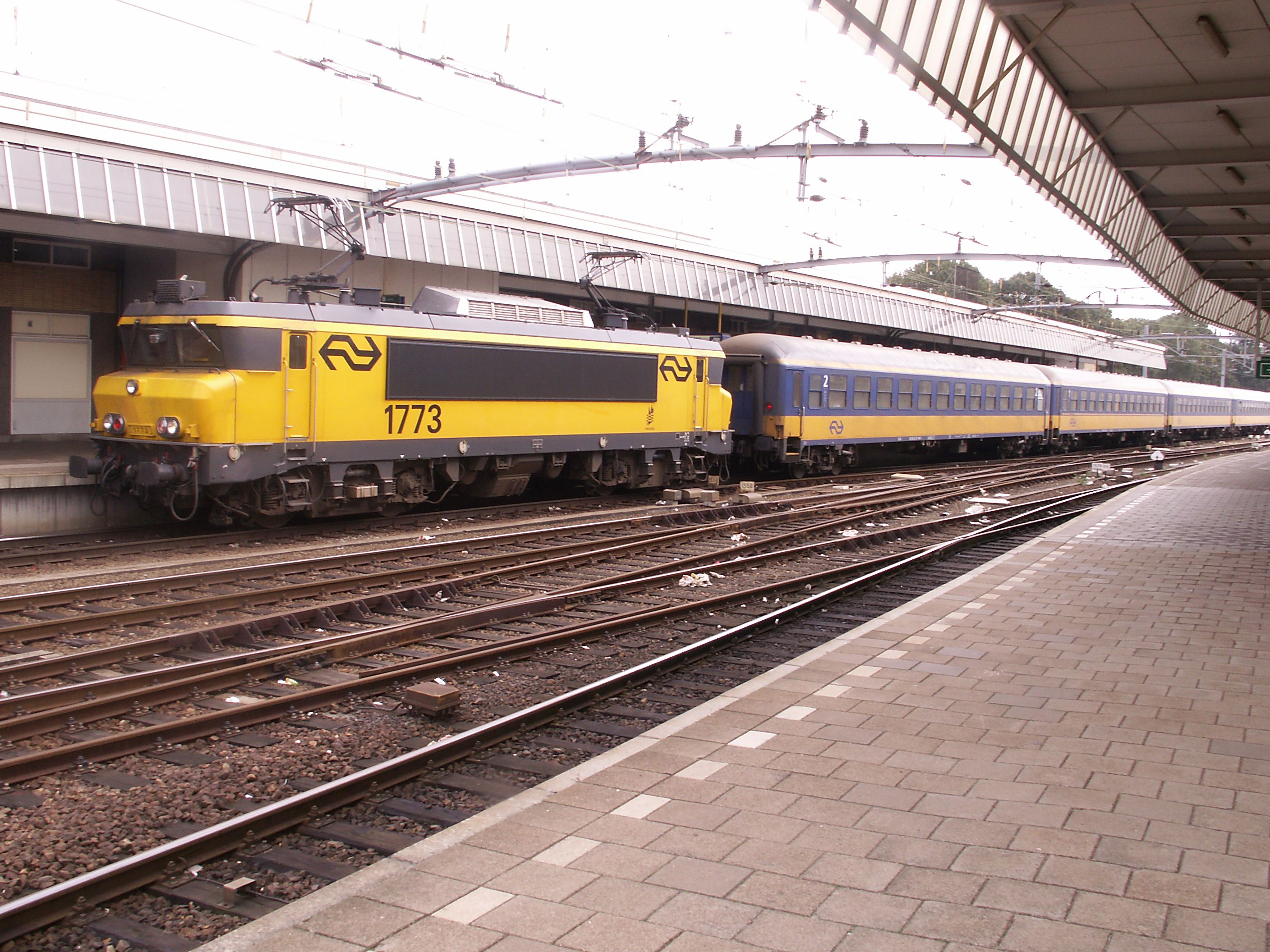
Loc NS 1773 met ICK-rijtuigen (ex-DB) te Venlo, 12 januari 2005

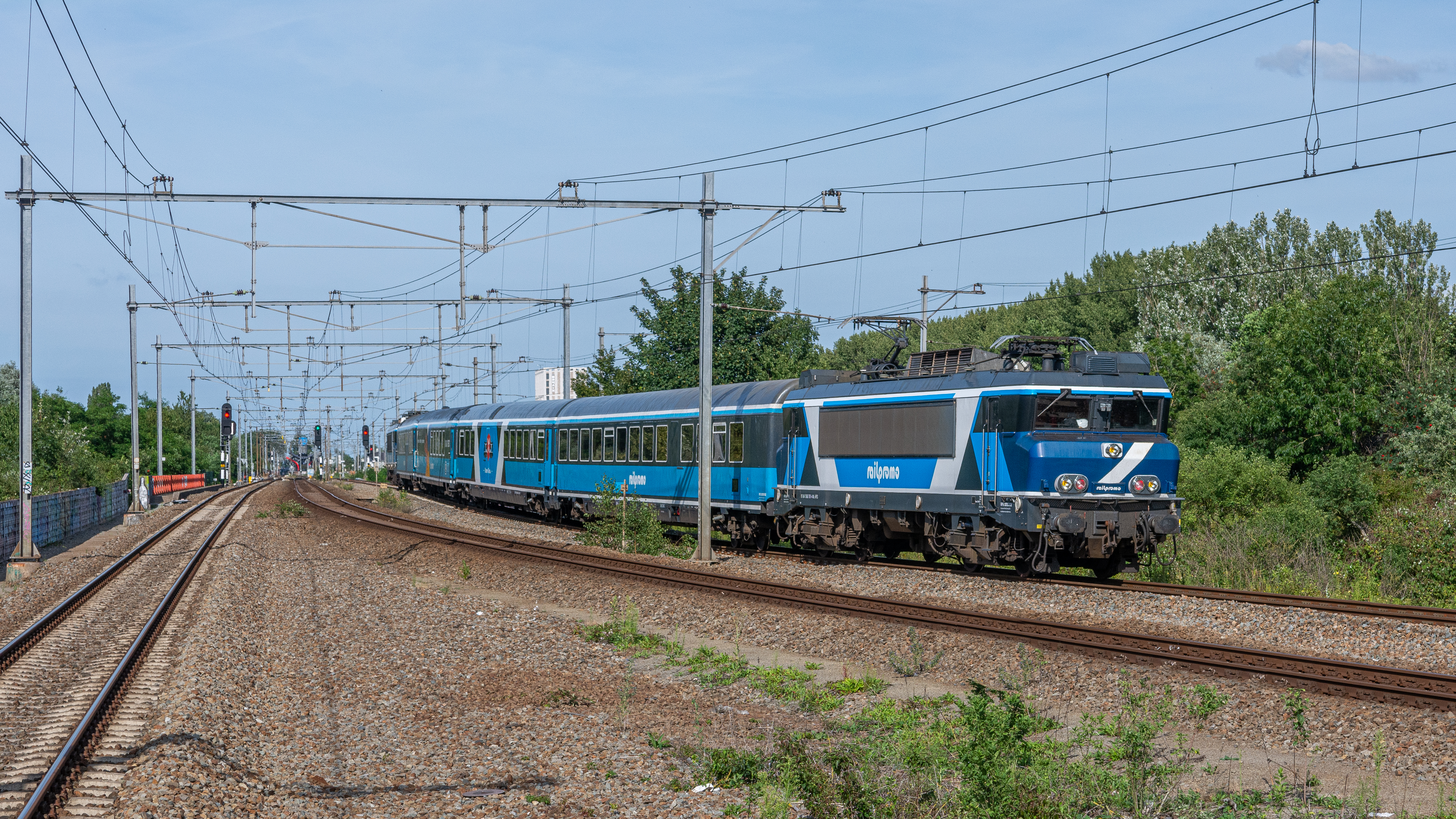
Loc 101001 in blauwe kleur met de Railpromo Dinner Train in de verbindingsboog tussen Diemen Zuid en Amsterdam Bijlmer Arena, 21 juli 2019

De NS-locserie 1700 is een serie elektrische locomotieven, die vanaf begin 1992 werden ingezet door de Nederlandse Spoorwegen voor reizigerstreinen. De locomotieven met asindeling B'B' zijn gebaseerd op het locomotieftype SNCF BB 7200 van de Franse spoorwegen (SNCF) en zijn een gemodificeerde versie van de NS-serie 1600.
De locomotieven werden nog tot 9 december 2023 ingezet op het Nederlandse deel van de Intercity's Amsterdam-Bad Bentheim-Berlijn en werden voorheen gebruikt voor het trekken en duwen van DD-AR, DDM-treinstammen (tot december 2019) en voor getrokken reizigerstreinen met ICRm (tot 2015). 

## Techniek
De serie is uiterlijk vrijwel gelijk aan de locomotieven van de serie 1600. Technisch zijn de locomotieven op een aantal punten afwijkend. Een voorbeeld is de thyristorchoppersturing met een vaste frequentie van 300 Hz. Verder zijn de locomotieven van de serie 1700 voorzien van een stillere Knorr-schroefcompressor, terwijl de meeste locomotieven van de serie 1600 zijn voorzien van een viercilinder zuigercompressor van Westinghouse.
Om eenvoudig te kunnen koppelen met DD-AR-treinstammen zijn de locomotieven aan één zijde voorzien van automatische koppelingen. De lager genummerde 1700-locs (anno 2010: 1701-1728) reden slechts in combinatie met de DD-AR-stammen. De 1729-1732 konden naar behoefte worden aangepast voor DD-AR-dienst of overige diensten.
Trek-duwtreinen met een ICRm-stuurstandrijtuig kunnen alleen met een 1700 in trek-duwbedrijf worden gebruikt. De locomotieven van de serie 1700 kunnen in treinschakeling rijden met elkaar of met een mDDM, maar niet met een 1600/1800.

## Geschiedenis
In december 1991 kwam de eerste locomotief van de serie 1700 in Nederland aan. De locomotieven werden bij indienststelling voornamelijk gebruikt voor het trekken en duwen van dubbeldekker-treinstammen. Alleen de 1735-1741 zijn na hun indienststelling ruim een jaar voor andere treinen gebruikt. Nadat er voldoende DD-AR-materieel beschikbaar kwam, werden ook deze locomotieven bij dubbeldekstreinstammen gevoegd. Sinds de zomer van 1994 waren in totaal 81 locomotieven en 79 dubbeldeksstammen beschikbaar.
De speciaal voor deze treinstammen ontwikkelde motorrijtuigen mDDM voor DD-AR vervingen eind jaren negentig een groot deel van de locomotieven. De vrijgekomen locomotieven vervingen de locomotieven uit de serie 1600 in de reizigersdienst. Deze vervingen op hun beurt de laatste elektrische locomotieven van de series 1100, 1200 en 1300 uit de jaren vijftig in de goederendienst.
In de periode 2007-2009 reden de locomotieven ook een deel van de treinen die bestonden uit ICL-rijtuigen.
Begin 1992 werden de eerste treinstammen bestaande uit DD-AR-rijtuigen en locomotieven van de serie 1700 geformeerd. Na een groot aantal proefritten werden de eerste stammen vanaf de zomerdienst van dat jaar ingezet in Noord-Holland en op de Flevolijn. Vanaf begin 1993 werden de toen gloednieuwe 1735-1741 in de gewone treindienst ingezet. De locs werden hierbij vooral tussen Den Haag en Venlo ingezet. Door de komst van meer DD-AR-treinstammen werd het inzetgebied dat jaar onder andere uitgebreid naar de rest van de Randstad, West-Brabant en de nieuwe intercitydienst Den Helder – Nijmegen. In de eerste helft van 1994 werden de 1735-1741 ook in dubbeldekstreinstammen gevoegd. Het inzetgebied van het dubbeldeksmaterieel is inmiddels uitgebreid tot Zwolle en Eindhoven Centraal. Met ingang van de zomerdienst van 1995 verdwenen de dubbeldekkerstammen uit de lange-afstandsverbinding Den Helder – Nijmegen. Verder bleef het inzetgebied de jaren die hierop volgen grotendeels gelijk.
In 1998 werd een groot aantal motorrijtuigen, bestemd voor de dubbeldekkerstammen, in dienst gesteld. De hierdoor vrijgekomen locomotieven schoven door naar de reguliere reizigersdienst met getrokken rijtuigen. Nieuwe inzetgebieden werden de intercitydiensten tussen Haarlem en Maastricht / Heerlen, Den Haag – Venlo en Zwolle – Roosendaal. Ook gingen de locomotieven een aantal van de internationale sneltreinen tussen Schiphol en Bad Bentheim rijden. Tot de komst van de ICR-stuurstandrijtuigen reden de locomotieven de treindiensten gemengd met de serie 1800.
In december 2006 verdween het getrokken materieel van de verbinding Haarlem – Limburg. De locomotieven gingen hierna, samen met locomotieven uit de serie 1800, treinen bestaande uit composities van ICL-rijtuigen rijden. Deze rijtuigen werden voornamelijk ingezet op de verbinding Amsterdam – Amersfoort (– Deventer). Hierbij werd aan beide zijden van de rijtuigen een locomotief geplaatst zodat op de eindstations niet 'omgelopen' hoeft te worden. In de zomer van 2009 stopte de inzet van de ICL-rijtuigen waardoor vrijwel alle locomotieven van de serie 1800 buiten dienst gesteld werden. Ook twee locomotieven van de serie 1700 gingen buiten dienst. In 2010 gingen nog eens zeven locomotieven serie 1700 buiten dienst wegens gebrek aan inzetmogelijkheden (zij het als bijna direct inzetbare koude reserve).
In 2011 en 2012 zijn de locomotieven ingezet met DDM-1. Hiervoor zijn twaalf locomotieven verbouwd: de 1769, 1770 en 1772-1781.
Op 30 mei 2013 zijn 28 locomotieven, samen met hun treinstam DD-AR, terzijde gesteld. Bij de modernisering van het DD-AR-materieel tot DDZ zijn alle 50 DDZ-treinstammen gaan rijden met een mDDM-motorrijtuig i.p.v. een elektrische loc. Sinds de invoering van de  dienstregeling van 14 december 2014 zijn 18 treinstammen, inclusief elektrische locomotief serie 1700, weer ingedeeld in de reizigersdienst.
Tot en met 22 augustus 2014 werden de locomotieven ook ingezet voor CityNightLine- en EuroNight-diensten. Sindsdien worden die treindiensten gereden door een locomotief van de serie 189 en later de serie 186.
In 2015 zijn 11 locomotieven geselecteerd en aangepast om te kunnen rijden met DDM-1. Dit zijn de 1731, 1751, 1755, 1758, 1760, 1768, 1770, 1774, 1777, 1778, 1779 en 1780. Deze locs kunnen niet meer met DD-AR of ICRm rijden. De eerste DDM-1 stam kwam op 27 juni 2016 in dienst als spitstrein tussen Enkhuizen en Amsterdam. De laatste stam was in september 2016 gereed.
Voor NS International werden in 2015 bestemd: 1738, 1739, 1744, 1745, 1746, 1750, 1752, 1753, 1761 en 1765.
Bijna alle dienstvaardige locs zijn verbouwd voor DD-AR of DDM-1 en kunnen niet meer met ICRm rijden of van DDM-1 naar DD-AR gewisseld worden. De locomotieven kunnen eventueel nog wel ingezet worden voor IC Berlijn (Amsterdam – Bad Bentheim v.v.), City Night Line en andere, al dan niet internationale, getrokken treinen. In december 2019 zijn de locomotieven die met DD-AR en DDM-1 reden buiten dienst gesteld.
De 1700-en in de IC-Berlijn diensten zouden eind 2019 vervangen worden door Vectrons, maar dat is niet doorgegaan. De keuze is op de nieuwe Talgotreinen gevallen, die pas in 2024 geïntroduceerd zullen worden. Tot die tijd blijven de 1700-en in dienst in de internationale diensten van en naar Bad Bentheim.
Met ingang van de dienstregeling 2024 per 10 december 2023 werden de laatste 1700-en buiten dienst gesteld en vervangen door Vectron-locs.

### Buitendienststelling en sloop
In 2009 en 2010 zijn de locomotieven 1729, 1731, 1732, 1734, 1737, 1748, 1754, 1755, 1762, 1770, 1771, 1774, 1775 en 1779 buiten dienst gegaan en terzijde gesteld.
In 2011 gebeurde dat met de locomotieven 1732 (30 juni), 1759 (16 juni-24 aug. 2011) en 1779 (21 juni).
Locomotief 1735 is na een brand te Venlo op 24 februari 2000 afgevoerd. 
Locomotief 1742 strandde in Olst met een ICRm-stam op 1 oktober 2013 terwijl deze als intercity tussen Zwolle en Etten-Leur (en Roosendaal) reed. De locomotief vloog in brand. Na op 15 februari 2014 terzijde te zijn gesteld, is de loc op 23 juni 2015 naar de sloper HKS afgevoerd.
Locomotief 1747 strandde drie dagen na de 1742, op 4 oktober 2013, tussen Breda en Gilze-Rijen met een ICRm-stam terwijl hij als intercity tussen Den Haag Centraal en Blerick reed. De locomotief strandde door een technisch probleem. Na op 15 februari 2014 terzijde te zijn gesteld, is de loc op 23 juni 2015 naar de sloper HKS afgevoerd.
Het front van locomotief 1754 kreeg een tweede leven als toonbank in een modelbouwwinkel in Enschede.
Locomotief 1767 strandde door brand op 8 december 2016 net na station Enschede Kennispark. Hij was met een DDAR-stam op weg naar Apeldoorn. De loc is geheel uitgebrand en moest worden weggesleept en is op 18 april 2018 gesloopt.
Tussen november 2017 en mei 2018 zijn de eerste 37 locomotieven van de serie 1700 naar Eindhoven gesleept, om vervolgens geplukt te worden en daarna teruggebracht te worden naar Amsterdam-Dijksgracht om te wachten op de sloop. Vervolgens werden ze in twee lange rijen opgesteld op het terrein van containerbedrijf TMA Logistics in het Westelijk Havengebied, van waar ze worden overgebracht naar Beelen Sloopwerken. Dit betrof de locs 1701 t/m 1729, 1738, 1754, 1769, 1771, 1773, 1774, 1776 en 1777. Begin juli 2019 zijn de 1730, 1734 en 1753 per dieplader vanuit Maastricht naar hetzelfde terrein gebracht.
In juni 2019 werd opdracht voor het slopen van 35 locs verleend aan Beelen Sloopwerken en aan European Metal Recycling.
Op 19 juli 2019 werden de 1701, 1713 en de 1771 als eerste gesloopt. Op 25 juli gevolgd door de 1708, 1712, 1773 en 1776.
Met ingang van de dienstregeling 2020 werden de laatste locomotieven die nog bij NS Reizigers met DD-AR en DDM-1 dienst deden terzijde gesteld op Amsterdam-Dijksgracht. De tussenbakken werden uit de stammen gerangeerd en op de Dijksgracht achtergelaten. De locs en stuurstandrijtuigen gingen naar Amersfoort voor opslag. Dit betrof de 1731, 1732, 1733, 1736, 1737, 1740, 1741, 1743, 1748, 1749, 1751, 1755, 1756, 1757, 1759, 1760, 1762, 1763, 1764, 1768, 1770, 1778, 1779 en 1780. De locomotieven van NS International (1739, 1744, 1745, 1746, 1750, 1752, 1761 en 1765) bleven nog rijden totdat de DB met ingang van de dienstregeling 2023/2024 nieuw Talgo-materieel ging inzetten. Daarna werden deze locomotieven terzijde gesteld.
Op 16 april 2020 zijn de locs 1731, 1755 en 1779 naar Eindhoven gebracht en ontdaan van onderdelen. Op 30 april 2020 volgden de 1737, 1741, 1748 en 1762. De 1731, 1755 en 1779 gingen op dezelfde datum retour naar Amersfoort. Op 27 mei 2020 volgenden wederom vier locomotieven, de 1732, 1743, 1759 en 1764. Tevens werden de 1737, 1741, 1748 en 1762 mee retour genomen. Op 8 juni 2020 werden de voorlopig de laatste vier locomotieven vanuit Amersfoort naar Eindhoven gebracht. Dit betrof de 1733, 1757, 1758 en 1763. Overigens werden de geplukte 1732, 1743, 1759 en 1764 weer meegenomen. Op 18 juni 2020 werden de 1733, 1757, 1758 en 1763 weer terug naar Amersfoort gebracht.

## Inzet

### NS
De serie 1700 verzorgde de trekkracht voor de IC Berlijn, de internationale rechtstreekse trein tussen Amsterdam en Berlijn (tussen Bad Bentheim en Berlijn werd gereden met een locomotief BR 101).
Tot december 2019 reed de serie 1700 met DD-AR of met rijtuigen ICRm in de volgende treinseries:
| Serie | Treinsoort     | Route | Bijzonderheden |
| ----- | -------------- | --- | --- |
| 1900  | Intercity (NS) | Dordrecht – Breda – Tilburg – Eindhoven Centraal | Opgeheven per dienstregeling 2023. |
| 3200  | Intercity (NS) | Arnhem Centraal – Ede-Wageningen – Utrecht Centraal – Amsterdam Zuid – Schiphol Airport – Leiden Centraal – Den Haag HS – Delft – Rotterdam Centraal                                                       | Stopt niet te Schiedam Centrum. Rijdt alleen van maandag tot en met donderdag tot circa 19:00. |
| 3400  | Intercity (NS) | Haarlem – Beverwijk – Alkmaar | Rijdt alleen in de spits in de spitsrichting. Rijdt niet op vrijdag. |
| 3500  | Intercity (NS) | Dordrecht – Rotterdam Centraal – Schiedam Centrum – Delft – Den Haag HS – Leiden Centraal – Schiphol Airport – Amsterdam Zuid – Utrecht Centraal – 's-Hertogenbosch – Eindhoven Centraal – Helmond – Venlo | Rijdt na circa 22:30, op zaterdagochtend tot circa 9:00 en op zondagochtend tot circa 10:00 niet tussen Dordrecht en Utrecht Centraal v.v. |
| 3700  | Intercity (NS) | Amsterdam Centraal – Purmerend – Hoorn – Enkhuizen | Stopt niet in Zaandam. Rijdt alleen in de spits in de spitsrichting, rijdt niet op vrijdag. |
| 3900  | Intercity (NS) | Enkhuizen – Hoorn – Amsterdam Centraal – Utrecht Centraal – 's-Hertogenbosch – Eindhoven Centraal – Weert – Roermond – Sittard – Heerlen                                                                   | Stopt niet in Zaandam. Rijdt in de avonduren en van vrijdag t/m zondag de hele dag enkel tussen Eindhoven Centraal en Heerlen. Wordt in de avonduren en van vrijdag t/m zondag de hele dag vervangen door intercity 2900. Rijdt van maandag t/m donderdag in de avonduren enkel tussen Sittard en Heerlen en rijdt dan 1x/uur. |
| 5000  | Sprinter (NS)  | Den Haag Centraal – Den Haag HS – Delft – Schiedam Centrum – Rotterdam Centraal – Rotterdam Blaak – Rotterdam Lombardijen – Dordrecht                                                                      | Rijdt niet na 20:00 uur en in het weekend. |
| 5700  | Sprinter (NS)  | Utrecht Centraal – Hilversum – Weesp – Amsterdam Zuid – Schiphol Airport – Hoofddorp – Leiden Centraal | Rijdt niet na 20:00 uur. Rijdt vrijdag en in het weekend niet tussen Hoofddorp en Leiden Centraal. |
| 7000  | Sprinter (NS)  | Apeldoorn – Deventer – Almelo – Hengelo – Enschede | Rijdt in de spits van/naar Enschede |
| 7600  | Sprinter (NS)  | Wijchen – Nijmegen – Arnhem Centraal – Dieren – Zutphen | 's Avonds na 20:00 uur en op zondag wordt er niet tussen Nijmegen en Wijchen v.v. gereden en wordt 1x per uur gereden tussen Arnhem Centraal en Zutphen v.v. |

Sinds december 2019 waren er nog acht locomotieven beschikbaar (1739, 1744, 1745, 1746, 1750, 1752, 1761 en 1765) die in de dienstregeling 2023 in de volgende treinserie reden:
| Serie         | Treinsoort                                    | Route | Bijzonderheden                                                                                              |
| ------------- | --------------------------------------------- | --- | --- |
| 140/240 IC 77 | Intercity (NS International / DB Fernverkehr) | Amsterdam Centraal – Hilversum – Amersfoort Centraal – Apeldoorn – Deventer – Hengelo – Bad Bentheim – Rheine – Osnabrück Hbf – Bünde (Westf) – Hannover Hbf – Berlin-Spandau – Berlin Hbf – Berlin Ostbahnhof | Stopt niet in Almelo. Rijdt elke twee uur. (NS locomotief alleen tussen Amsterdam Centraal en Bad Bentheim) |

Met ingang van de dienstregeling 2024 werden zij buiten dienst gesteld en vervangen door Vectron-locs.

### Railpromo, Train Charter Services

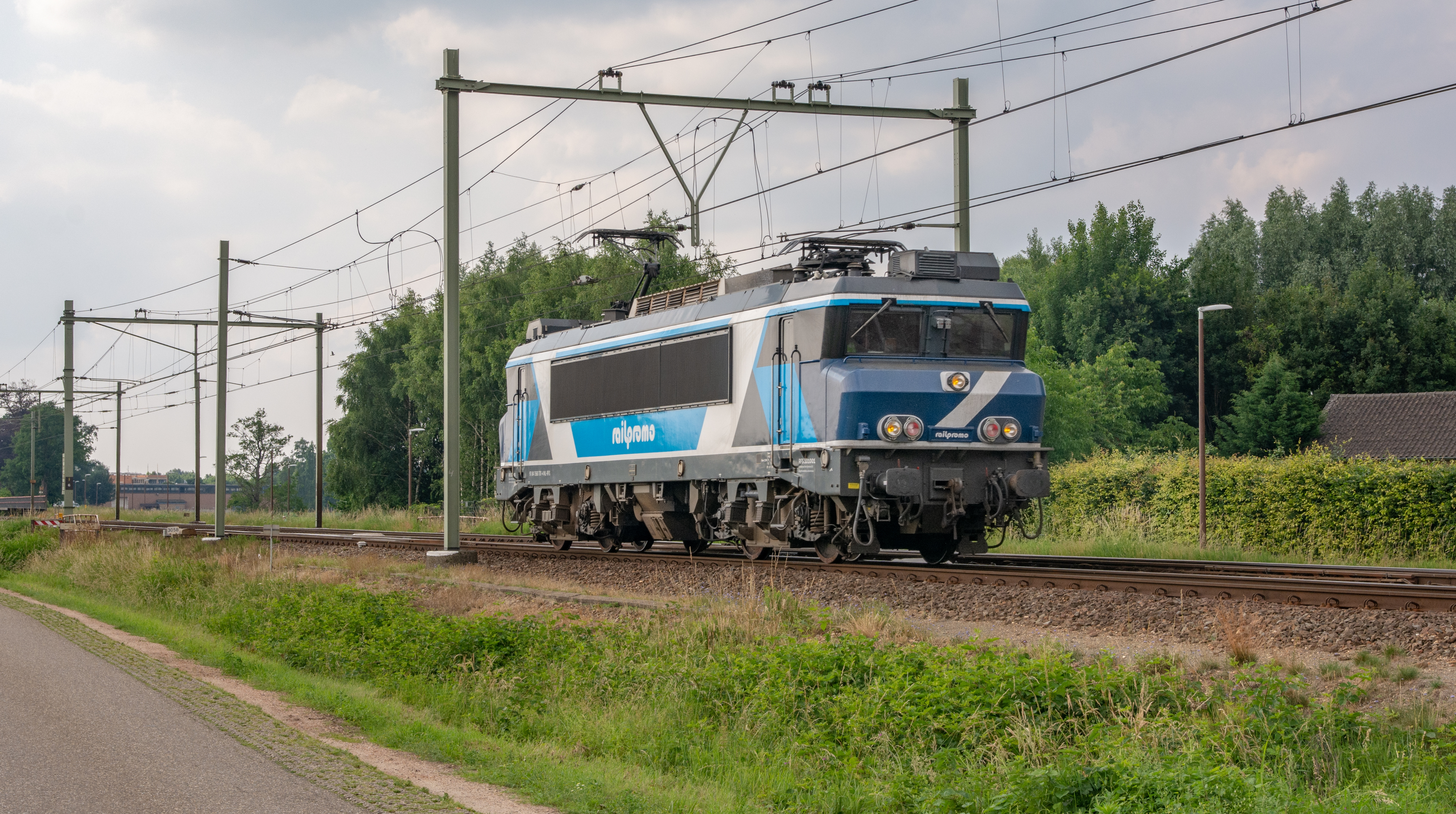
Loc Railpromo 101001 (ex-NS 1781).

In maart 2018 nam Railpromo de 1772, 1775 en 1781 over van NS, om de twee 1200'en te vervangen voor hun Dinner Train en gezelschapstreinen. De locomotieven kregen daarna de nummers 101001 (ex-1781), 101002 (ex-1772) en 101003 (ex-1775). In 2019 werd Railpromo failliet verklaard en werd het materieel overgenomen door Train Charter Services. De locs werden ook regelmatig gebruikt door Independent Rail Partner om de Coevorden Shuttle, grindtreinen en andere goederen te rijden voor IRP en haar partners. Sinds September 2022 is ter extra versterking de 1751 van DCT door Train Charter Services gehuurd, later gekocht en rijdt daar onder het nummer 101004.
| NS-nummer | Train Charter Services-nummer |
| --------- | ----------------------------- |
| 1751      | 101004                        |
| 1772      | 101002                        |
| 1775      | 101003                        |
| 1781      | 101001                        |

### Strukton

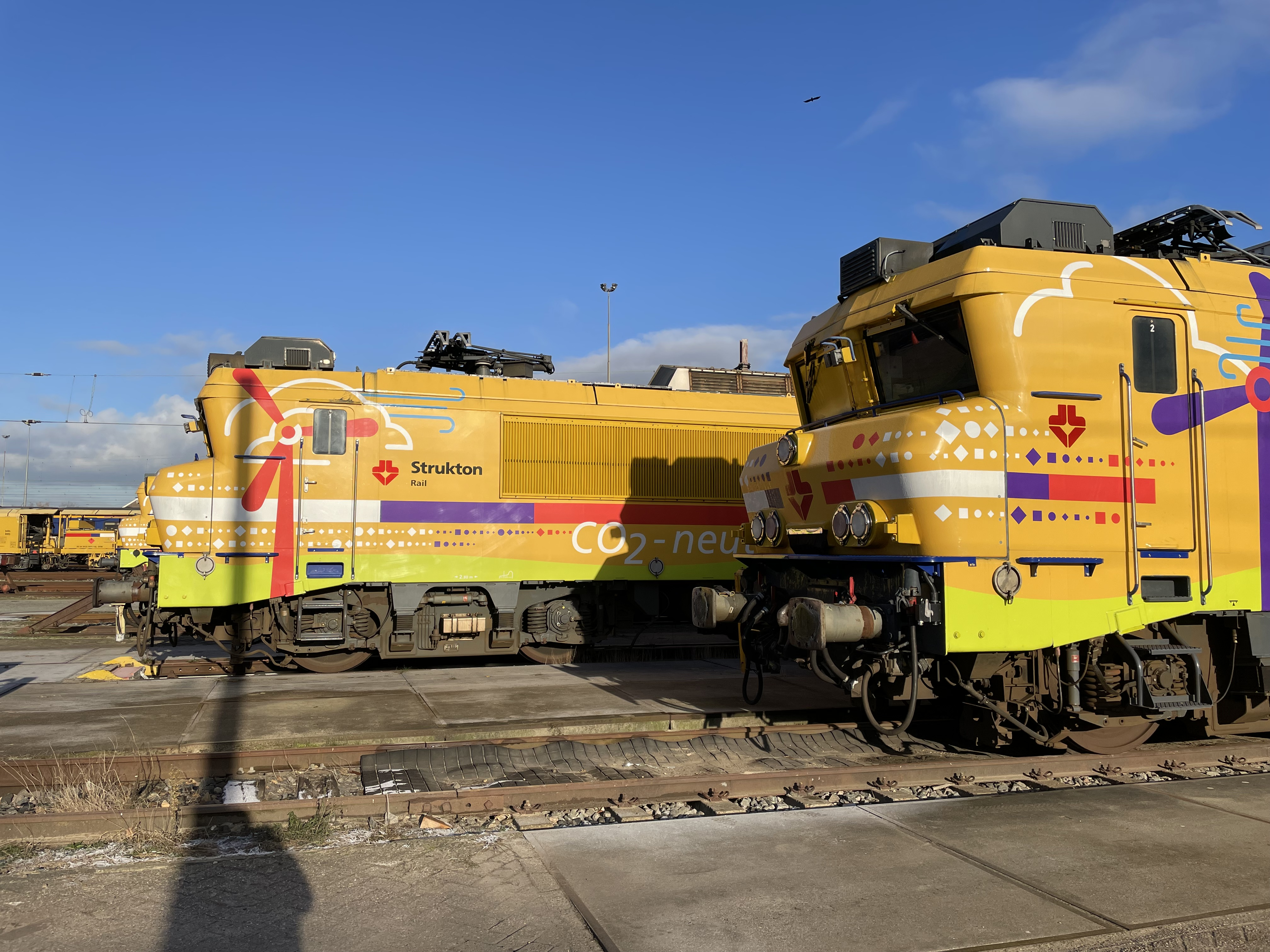
Elektrische locomotieven Strukton

In navolging van de aankoop van de 1824 in mei 2019, werden in april 2020 de 1736, 1740 en 1756 en twee DD-AR Bvk-bakken aangekocht. De 1749 werd gebruikt als donor ten behoeve van een draaistelwissel. In 2022 doopte Strukton de inmiddels in Strukton huisstijl uitgeruste locomotieven en kregen zij een meisjesnaam. Strukton gebruikt de vier elektrische locomotieven voor werk aan het spoor, daar waar bovenleiding beschikbaar is. Hiermee wordt spoorwerk duurzamer. Eén van de elektrische locomotieven wordt voorzien van een batterijcontainer, zodat deze ook kan rijden op plekken waar geen werkende bovenleiding beschikbaar is. De toelatingsprocedure van de batterijlocomotief loopt. 

 In oktober 2024 wordt bekend gemaakt dat Strukton ten behoeve van meer capaciteit ook de 1739 en 1745 van NS Internationaal gekocht heeft. 

### DC Tractie
De 1751, 1760, 1766, 1770 en 1780 zijn in september 2020 overgenomen door DC Tractie BV. Locomotief 1751 is verhuurd en later verkocht aan Train Charter Services, voorzien van de Train Charter Services-huisstijl en rijdt daar als de 101004. Locomotief 1766 is verkocht aan Railexperts en dient als plukloc. De overige locomotieven staan nog in de NS-kleuren buiten dienst.

### VolkerRail

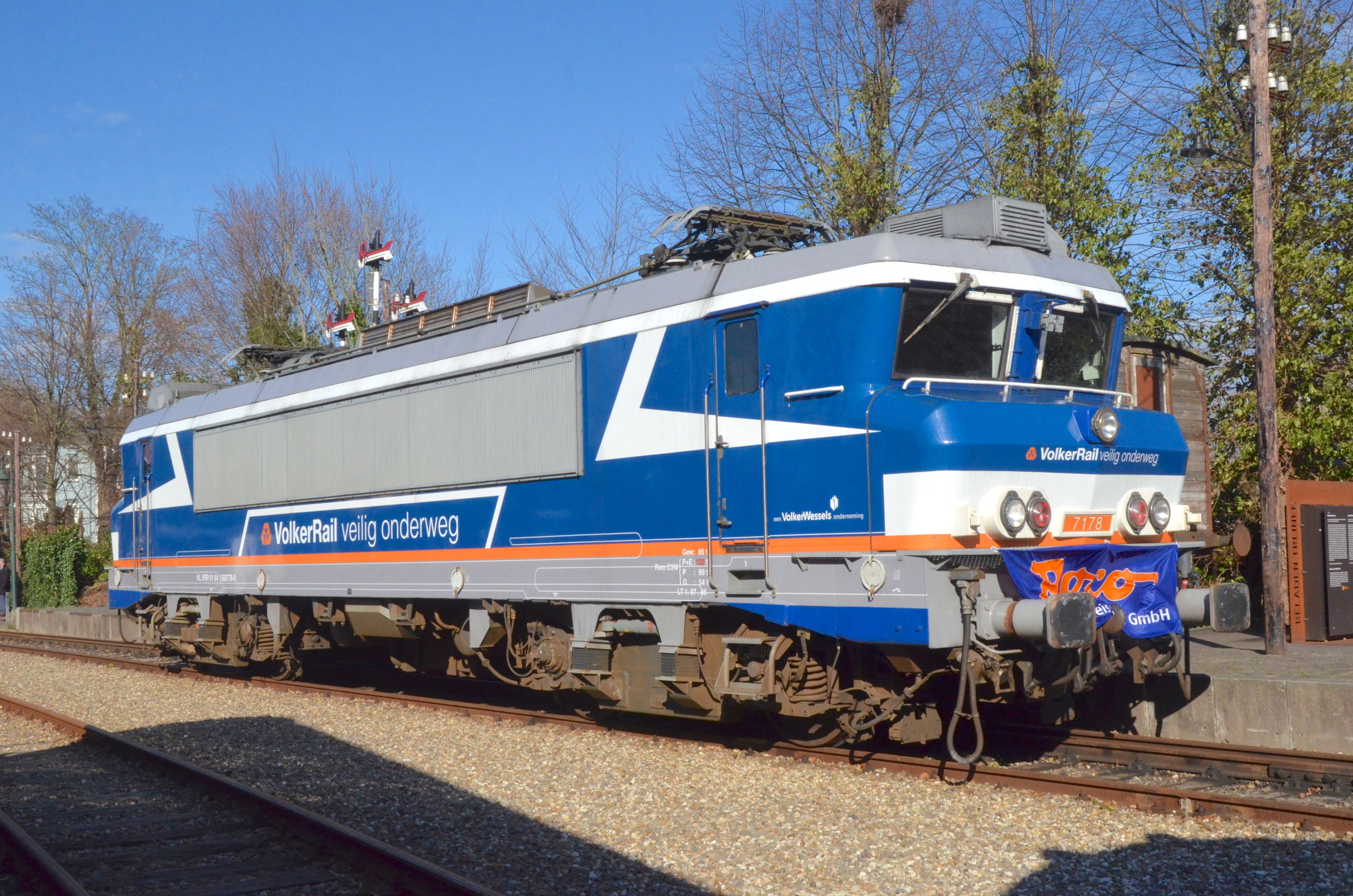
VolkerRail loc 7178 op bezoek in het Spoorwegmuseum.

Eind oktober 2020 werd bekend dat VolkerRail de 1732, 1743 en 1778 van de NS had overgenomen. Aangezien de eerste twee al geplukt waren, worden deze gecompleteerd met onderdelen van de 1733, 1749 en 1762. Met behulp van deze locomotieven wil VolkerRail duurzamer de toekomst in, door onder andere een hybride bedrijf met hun huidige V100 (Baureihe 203) locomotieven uit te voeren. Hierbij rijdt de elektrische loc naar de bouwplaats, daar neemt de dieselloc het over. In januari 2021 is de 1778 vernummerd als VolkerRail 7178 in dienst genomen in de huisstijl van VolkerRail.
| NS-nummer | VolkerRail-nummer |
| --------- | ----------------- |
| 1743      | 7143              |
| 1778      | 7178              |

### Spoorwegmuseum

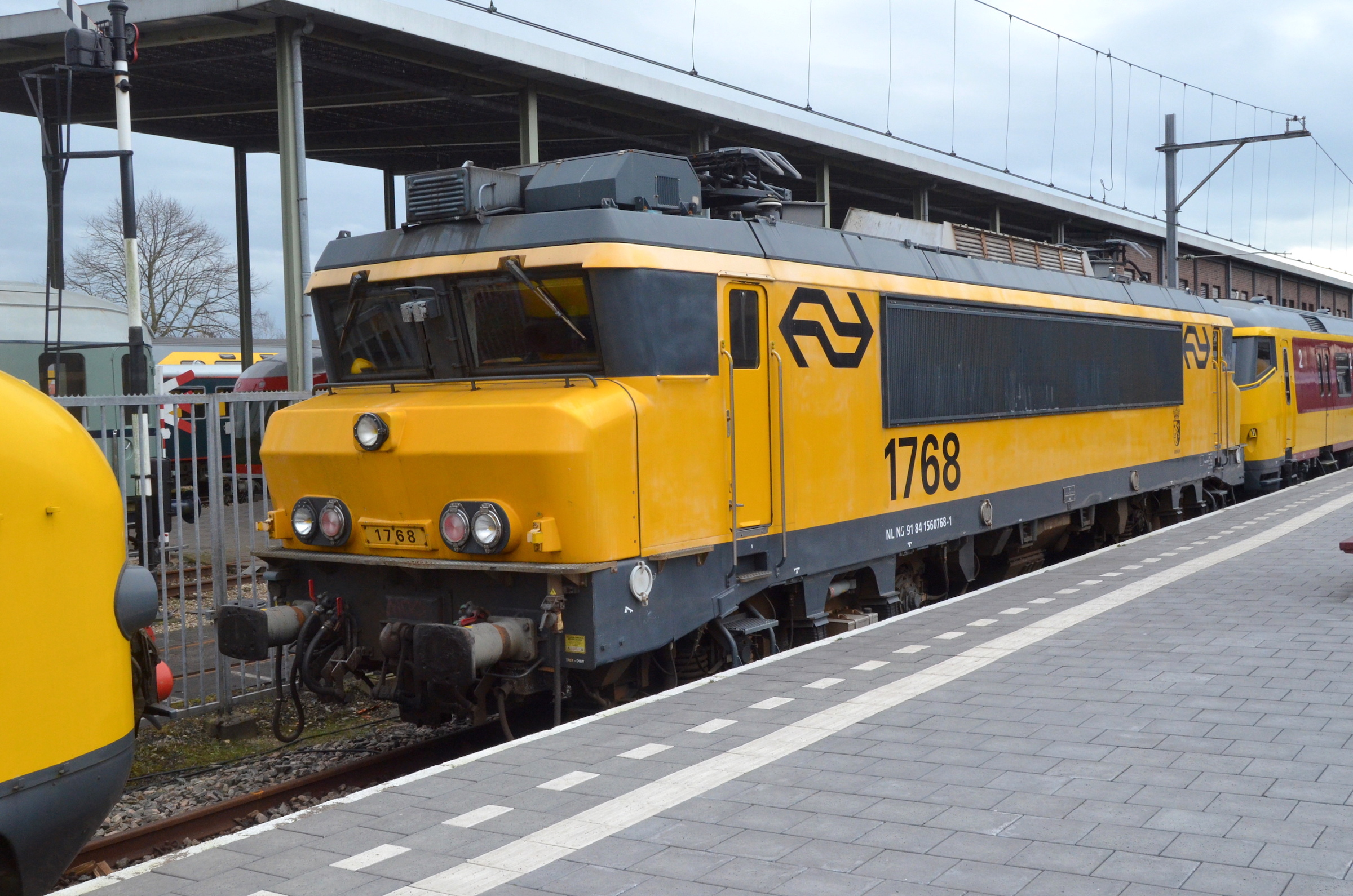
Loc NS 1768 in het Spoorwegmuseum.

In het voorjaar van 2020 werd loc 1768 overgedragen aan het Spoorwegmuseum.

## Gemeentewapens
Een aantal 1700-locs is voorzien van een gemeentewapen. Het was de bedoeling dat de namen van afgevoerde 1300'en zouden worden overgebracht op 1700'en. Dat is alleen gebeurd bij de locs 1311 en 1759, die beide genoemd zijn naar de gemeente Best. Daarnaast heeft de 1772 bij wijze van grap tussen 28 december 2005 en 9 januari 2006 tijdelijk met het wapen van 'modelspoorstad Groterdam' rondgereden.

## Overzicht locs
| Nummer                               | In dienst | Wapen          | Huidige of laatste eigenaar/gebruiker | Huidige of laatste kleurstelling | Status         | Opmerking                                                | Foto's |
| ------------------------------------ | --------- | -------------- | ------------------------------------- | -------------------------------- | -------------- | -------------------------------------------------------- | ------ |
| 1701                                 | 1992      |                | NS Reizigers                          | NS-geel                          | Gesloopt 2019  |                                                          |        |
| 1702                                 | 1992      |                | NS Reizigers                          | NS-geel                          | Gesloopt 2019  |                                                          |        |
| 1703                                 | 1992      |                | NS Reizigers                          | NS-geel                          | Gesloopt 2019  |                                                          |        |
| 1704                                 | 1992      |                | NS Reizigers                          | NS-geel                          | Gesloopt 2019  |                                                          |        |
| 1705                                 | 1992      | Dalfsen        | NS Reizigers                          | NS-geel                          | Gesloopt 2019  |                                                          |        |
| 1706                                 | 1992      |                | NS Reizigers                          | NS-geel                          | Gesloopt 2019  |                                                          |        |
| 1707                                 | 1992      |                | NS Reizigers                          | NS-geel                          | Gesloopt 2019  |                                                          |        |
| 1708                                 | 1992      |                | NS Reizigers                          | NS-geel                          | Gesloopt 2019  |                                                          |        |
| 1709                                 | 1992      |                | NS Reizigers                          | NS-geel                          | Gesloopt 2019  |                                                          |        |
| 1710                                 | 1992      |                | NS Reizigers                          | NS-geel                          | Gesloopt 2019  |                                                          |        |
| 1711                                 | 1992      | Emmen          | NS Reizigers                          | NS-geel                          | Gesloopt 2019  |                                                          |        |
| 1712                                 | 1992      |                | NS Reizigers                          | NS-geel                          | Gesloopt 2019  |                                                          |        |
| 1713                                 | 1992      |                | NS Reizigers                          | NS-geel                          | Gesloopt 2019  |                                                          |        |
| 1714                                 | 1992      | Veenendaal     | NS Reizigers                          | NS-geel                          | Gesloopt 2019  |                                                          |        |
| 1715                                 | 1992      |                | NS Reizigers                          | NS-geel                          | Gesloopt 2019  |                                                          |        |
| 1716                                 | 1992      |                | NS Reizigers                          | NS-geel                          | Gesloopt 2019  |                                                          |        |
| 1717                                 | 1992      |                | NS Reizigers                          | NS-geel                          | Gesloopt 2019  |                                                          |        |
| 1718                                 | 1992      |                | NS Reizigers                          | NS-geel                          | Gesloopt 2019  |                                                          |        |
| 1719                                 | 1992      | Voorhout       | NS Reizigers                          | NS-geel                          | Gesloopt 2019  |                                                          |        |
| 1720                                 | 1992      | Beilen         | NS Reizigers                          | NS-geel                          | Gesloopt 2019  |                                                          |        |
| 1721                                 | 1992      |                | NS Reizigers                          | NS-geel                          | Gesloopt 2019  |                                                          |        |
| 1722                                 | 1992      |                | NS Reizigers                          | NS-geel                          | Gesloopt 2018  |                                                          |        |
| 1723                                 | 1992      |                | NS Reizigers                          | NS-geel                          | Gesloopt 2019  |                                                          |        |
| 1724                                 | 1992      | Anna Paulowna  | NS Reizigers                          | NS-geel                          | Gesloopt 2019  |                                                          |        |
| 1725                                 | 1992      |                | NS Reizigers                          | NS-geel                          | Gesloopt 2019  |                                                          |        |
| 1726                                 | 1992      |                | NS Reizigers                          | NS-geel                          | Gesloopt 2019  |                                                          |        |
| 1727                                 | 1992      |                | NS Reizigers                          | NS-geel                          | Gesloopt 2019  |                                                          |        |
| 1728                                 | 1992      |                | NS Reizigers                          | NS-geel                          | Gesloopt 2019  |                                                          |        |
| 1729                                 | 1992      |                | NS Reizigers                          | NS-geel                          | Gesloopt 2019  |                                                          |        |
| 1730                                 | 1992      |                | NS Reizigers                          | NS-geel                          | Gesloopt 2019  |                                                          |        |
| 1731                                 | 1993      | Purmerend      | NS Reizigers                          | NS-geel                          | Gesloopt 2021  |                                                          |        |
| 1732                                 | 1993      | Zevenbergen    | VolkerRail                            | NS-geel                          | Terzijde       |                                                          |        |
| 1733                                 | 1993      | Boxtel         | NS Reizigers                          | NS-geel                          | Gesloopt 2021  |                                                          |        |
| 1734                                 | 1993      |                | NS Reizigers                          | NS-geel                          | Gesloopt 2019  |                                                          |        |
| 1735                                 | 1993      | Soest          | NS Reizigers                          | NS-geel                          | Gesloopt 2002  | Uitgebrand op 24 februari 2000 in Venlo                  |        |
| 1736                                 | 1993      | Gilze en Rijen | Strukton                              | Geel/Groen                       | In Dienst      |                                                          |        |
| 1737                                 | 1993      |                | NS Reizigers                          | NS-geel                          | Gesloopt 2021  |                                                          |        |
| 1738                                 | 1993      | Duivendrecht   | NS International                      | NS-geel                          | Gesloopt 2019  |                                                          |        |
| 1739                                 | 1993      | Dalen          | Strukton                              | NS-geel                          | Terzijde       |                                                          |        |
| 1740                                 | 1993      | Baarn          | Strukton                              | Geel/groen                       | In Dienst      |                                                          |        |
| 1741                                 | 1993      | Putten         | NS Reizigers                          | NS-geel                          | Gesloopt 2021  |                                                          |        |
| 1742                                 | 1993      |                | NS Reizigers                          | NS-geel                          | Gesloopt 2015  | Uitgebrand op 4 oktober 2013 tussen Breda en Gilze-Rijen |        |
| 1743 (vernummerd in VolkerRail 7143) | 1993      | Wolvega        | VolkerRail                            | Blauw-Wit met oranje rand        | In Dienst      |                                                          |        |
| 1744                                 | 1993      | Wijchen        | NS International                      | NS-geel                          | Terzijde       |                                                          |        |
| 1745                                 | 1993      |                | Strukton                              | NS-geel                          | Terzijde       |                                                          |        |
| 1746                                 | 1993      | Castricum      | NS International                      | NS-geel                          | Terzijde       |                                                          |        |
| 1747                                 | 1993      |                | NS Reizigers                          | NS-geel                          | Gesloopt 2015  | Uitgebrand op 1 oktober 2013 in Olst                     |        |
| 1748                                 | 1993      | 't Harde       | NS Reizigers                          | NS-geel                          | Gesloopt 2021  |                                                          |        |
| 1749                                 | 1993      |                | NS Reizigers                          | NS-geel                          | Gesloopt 2021  |                                                          |        |
| 1750                                 | 1993      |                | NS International                      | NS-geel                          | Terzijde       |                                                          |        |
| 1751 (vernummerd in TCS 101004)      | 1993      |                | Train Charter Services                | Blauw-wit                        | In Dienst      |                                                          |        |
| 1752                                 | 1993      |                | NS International                      | NS-geel                          | Terzijde       |                                                          |        |
| 1753                                 | 1993      |                | NS International                      | NS-geel                          | Gesloopt 2019  |                                                          |        |
| 1754                                 | 1993      | Diemen         | NS Reizigers                          | NS-geel                          | Gesloopt 2019  |                                                          |        |
| 1755                                 | 1993      |                | NS Reizigers                          | NS-geel                          | Gesloopt 2021  |                                                          |        |
| 1756                                 | 1993      |                | Strukton                              | Geel/groen                       | In Dienst      |                                                          |        |
| 1757                                 | 1993      |                | NS Reizigers                          | NS-geel                          | Gesloopt 2021  |                                                          |        |
| 1758                                 | 1993      |                | NS International                      | NS-geel                          | Gesloopt 2021  |                                                          |        |
| 1759                                 | 1993      | Best           | NS Reizigers                          | NS-geel                          | Gesloopt 2021  | Had kleine NS-Cargo sticker op de zijkant                |        |
| 1760                                 | 1993      | Holten         | DC Tractie                            | NS-geel                          | Terzijde       |                                                          |        |
| 1761                                 | 1993      |                | NS International                      | NS-geel                          | Terzijde       |                                                          |        |
| 1762                                 | 1993      |                | NS Reizigers                          | NS-geel                          | Gesloopt 2021  |                                                          |        |
| 1763                                 | 1993      |                | NS Reizigers                          | NS-geel                          | Gesloopt 2021  |                                                          |        |
| 1764                                 | 1993      |                | NS Reizigers                          | NS-geel                          | Gesloopt 2021  |                                                          |        |
| 1765                                 | 1993      |                | NS International                      | NS-geel                          | Terzijde       |                                                          |        |
| 1766                                 | 1993      |                | Railexperts                           | NS-geel                          | Terzijde       |                                                          |        |
| 1767                                 | 1993      |                | NS Reizigers                          | NS-geel                          | Gesloopt 2018  | Uitgebrand op 8 december 2016 in Enschede                |        |
| 1768                                 | 1993      | Akkrum         | Spoorwegmuseum                        | NS-geel                          | Museumloc 2020 |                                                          |        |
| 1769                                 | 1993      |                | NS Reizigers                          | NS-geel                          | Gesloopt 2019  |                                                          |        |
| 1770                                 | 1993      |                | Railexperts                           | NS-geel                          | Terzijde       |                                                          |        |
| 1771                                 | 1993      | Abcoude        | NS Reizigers                          | NS-geel                          | Gesloopt 2019  |                                                          |        |
| 1772 (vernummerd in TCS 101002)      | 1993      |                | Train Charter Services                | Blauw-wit                        | In dienst      |                                                          |        |
| 1773                                 | 1993      | Enkhuizen      | NS Reizigers                          | NS-geel                          | Gesloopt 2019  |                                                          |        |
| 1774                                 | 1993      | Gramsbergen    | NS Reizigers                          | NS-geel                          | Gesloopt 2019  |                                                          |        |
| 1775 (vernummerd in TCS 101003)      | 1993      |                | Train Charter Services                | Blauw-wit                        | In dienst      |                                                          |        |
| 1776                                 | 1993      |                | NS Reizigers                          | NS-geel                          | Gesloopt 2019  |                                                          |        |
| 1777                                 | 1994      |                | NS Reizigers                          | NS-geel                          | Gesloopt 2019  |                                                          |        |
| 1778 (vernummerd in VolkerRail 7178) | 1994      |                | VolkerRail                            | Blauw-Wit met oranje rand        | In dienst      |                                                          |        |
| 1779                                 | 1994      |                | NS Reizigers                          | NS-geel                          | Gesloopt 2021  |                                                          |        |
| 1780                                 | 1994      |                | DC Tractie                            | NS-geel                          | Terzijde       |                                                          |        |
| 1781 (vernummerd in TCS 101001)      | 1994      |                | Train Charter Services                | Blauw-wit                        | In dienst      |                                                          |        |

## Enkele locwapens

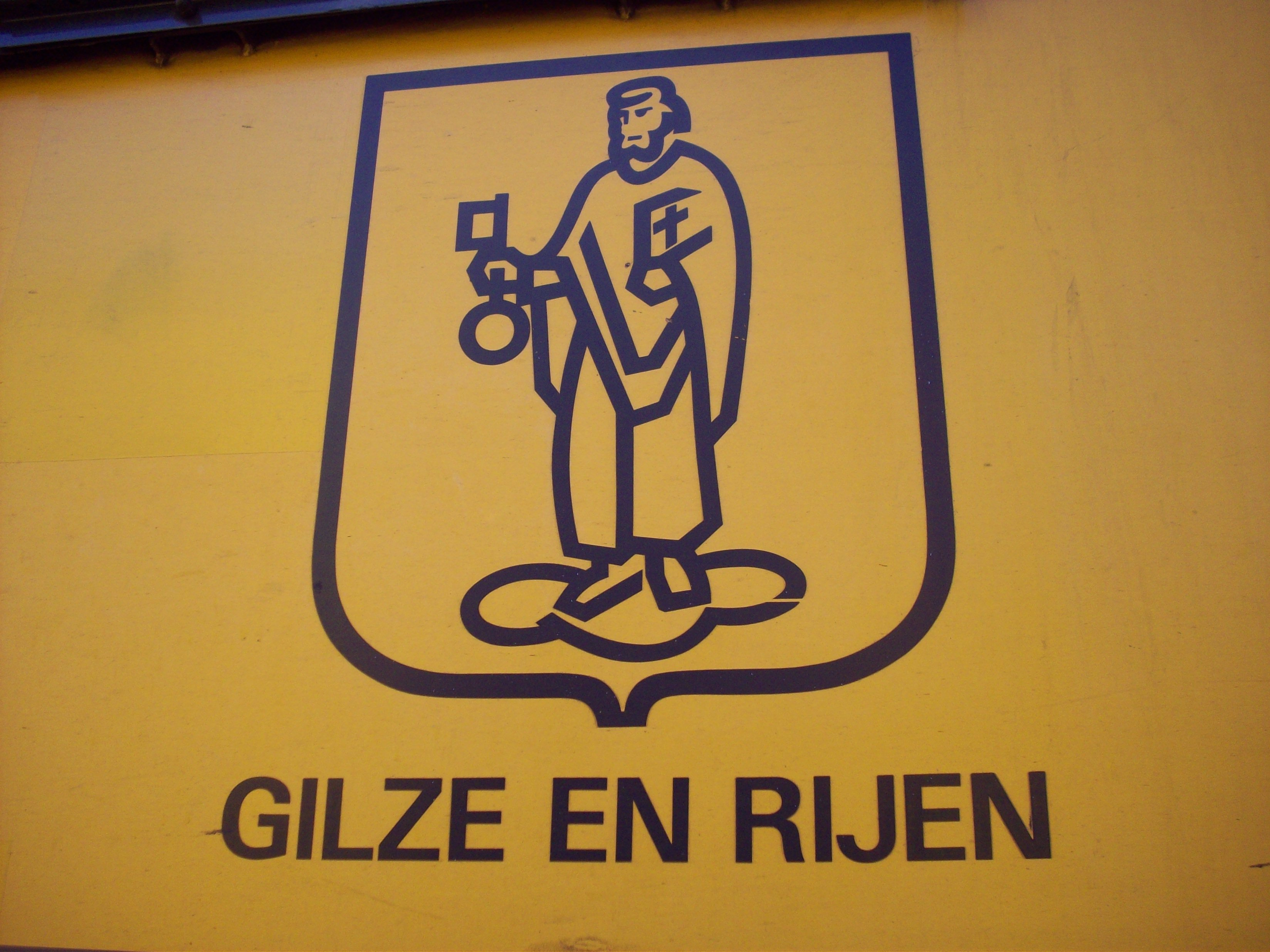
Loc 1736 - Gilze en Rijen
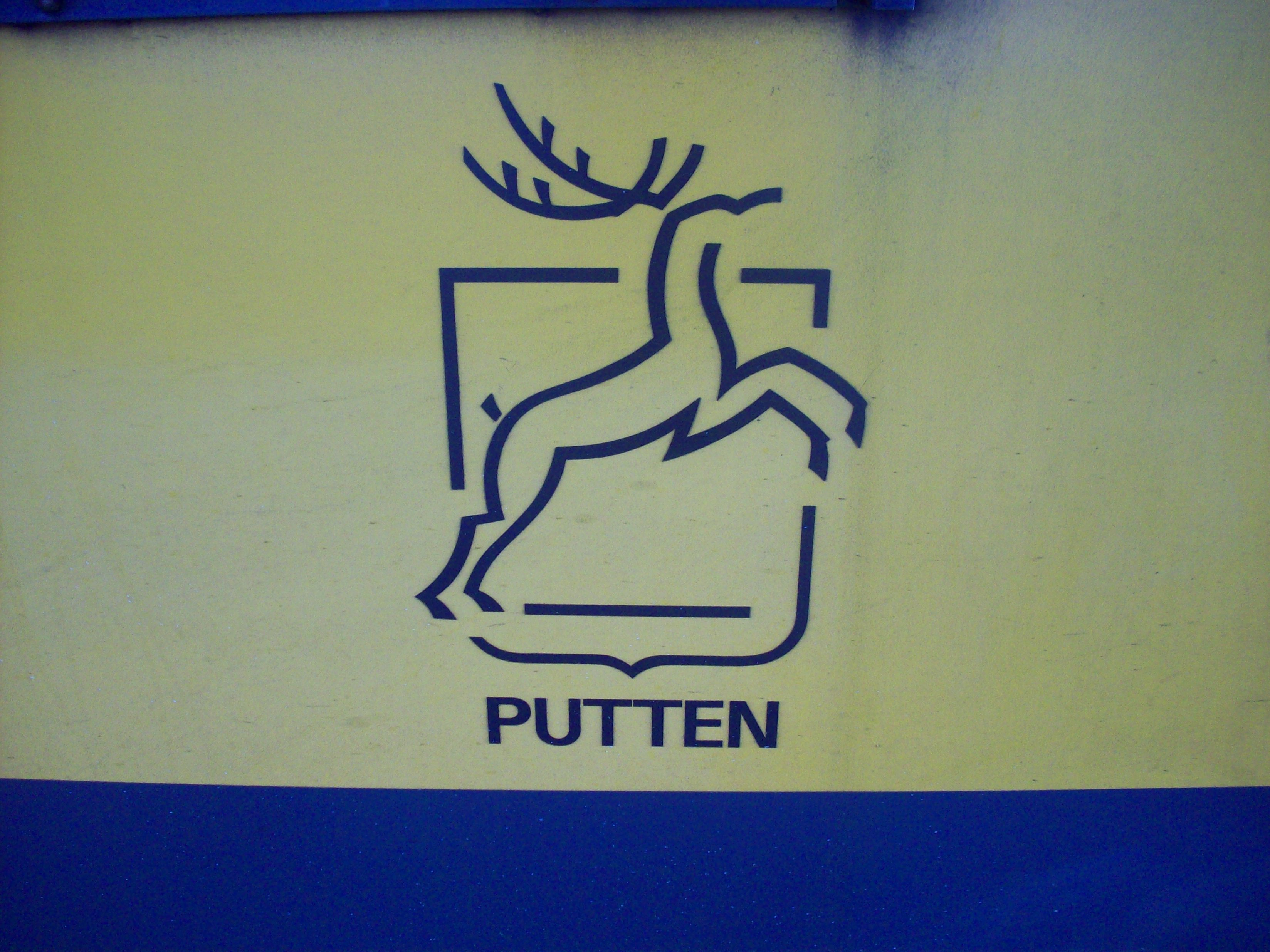
Loc 1741 - Putten
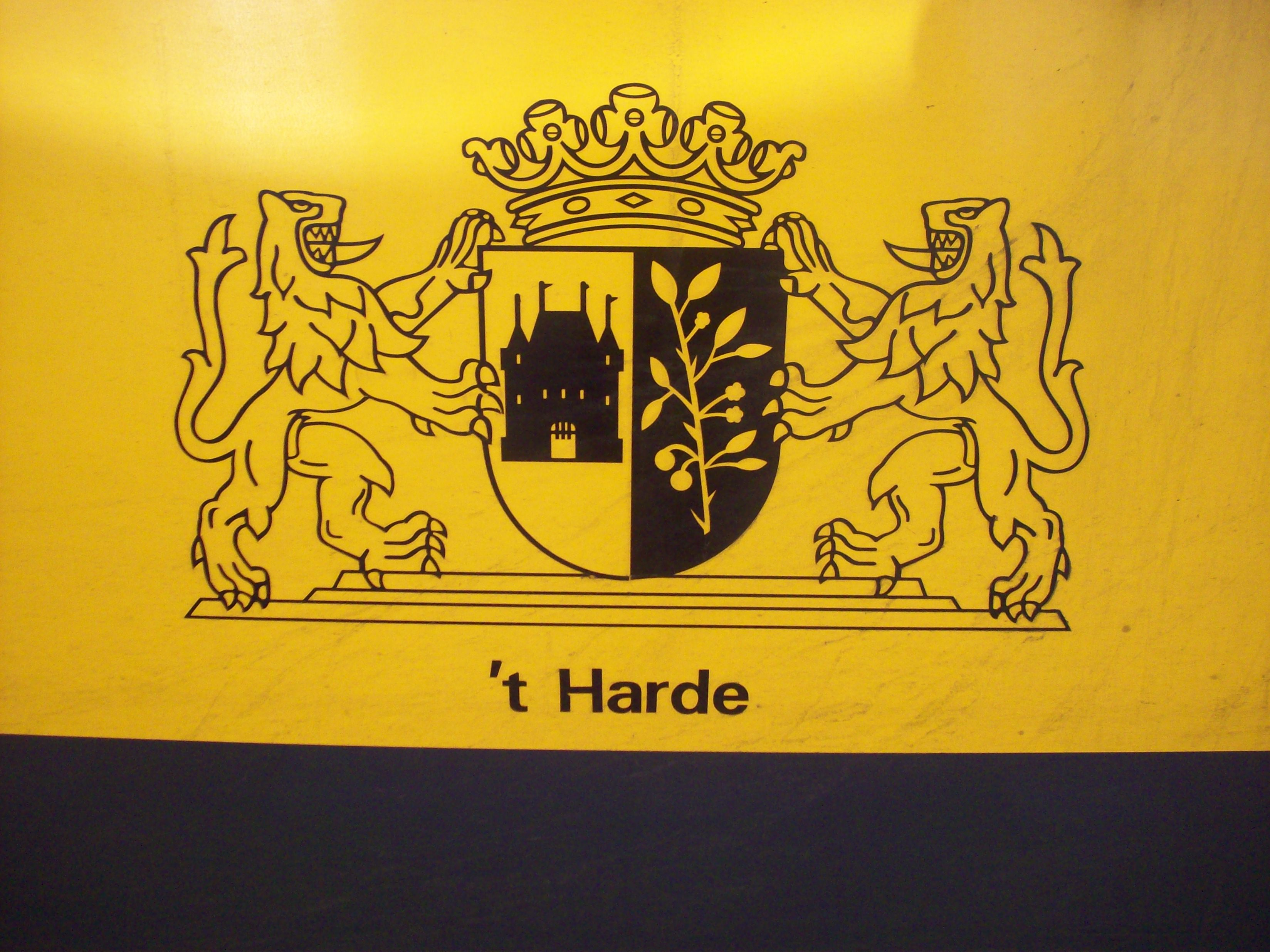
Loc 1748 - 't Harde
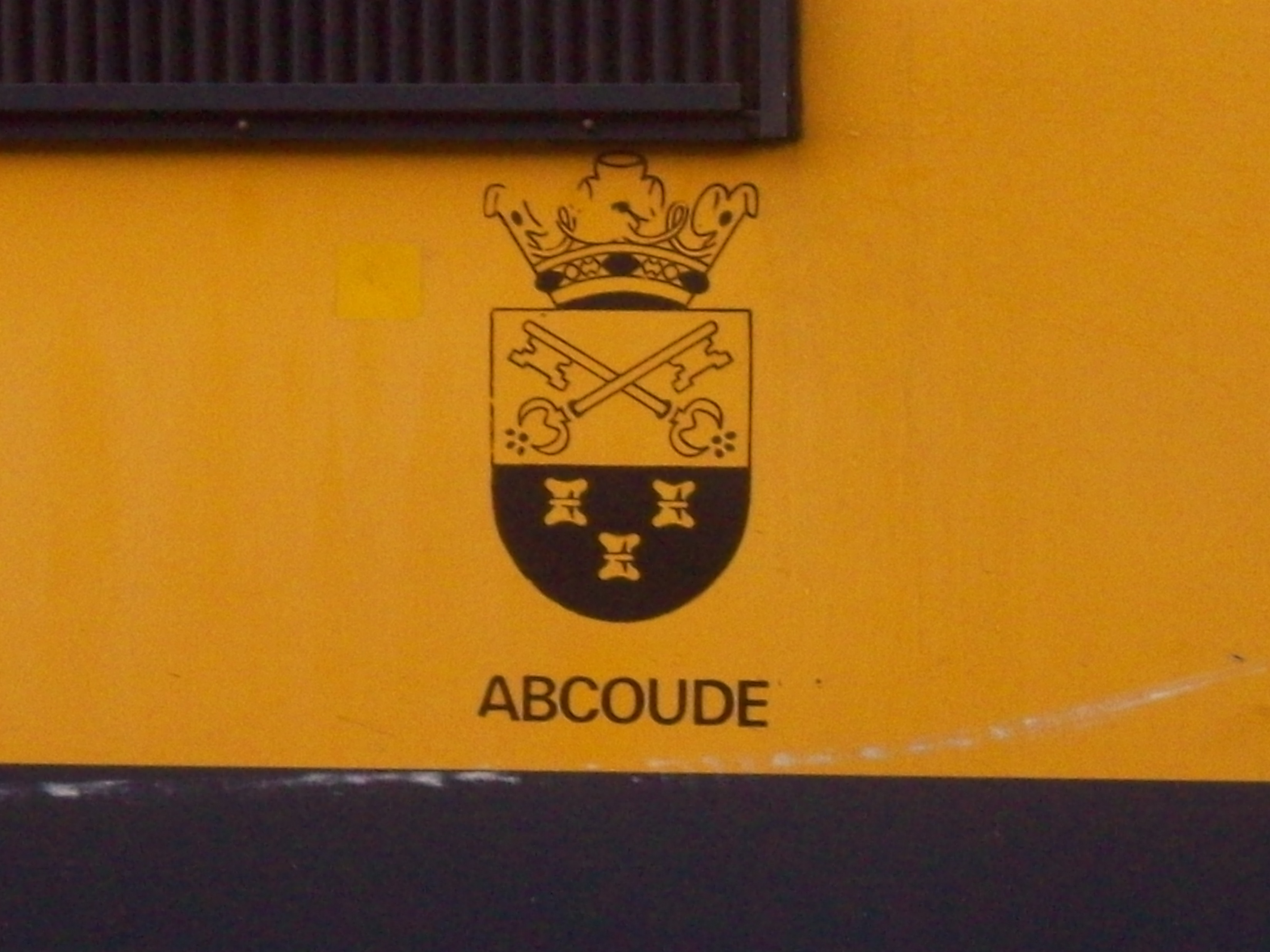
Loc 1771 - Abcoude